# Клерухия
Клерухи́я (др.-греч. κληρουχία, досл.: «держатели жребия» от κλῆρος «жребий» + ἔχω «держу») — владения граждан (клеров) какого-либо древнегреческого государства, располагавшиеся вне его пределов. Известны главным образом только клерухии афинян, но их имели и другие государства. Для Афин клерухия была одним из средств контроля над союзниками и важными морскими путями.

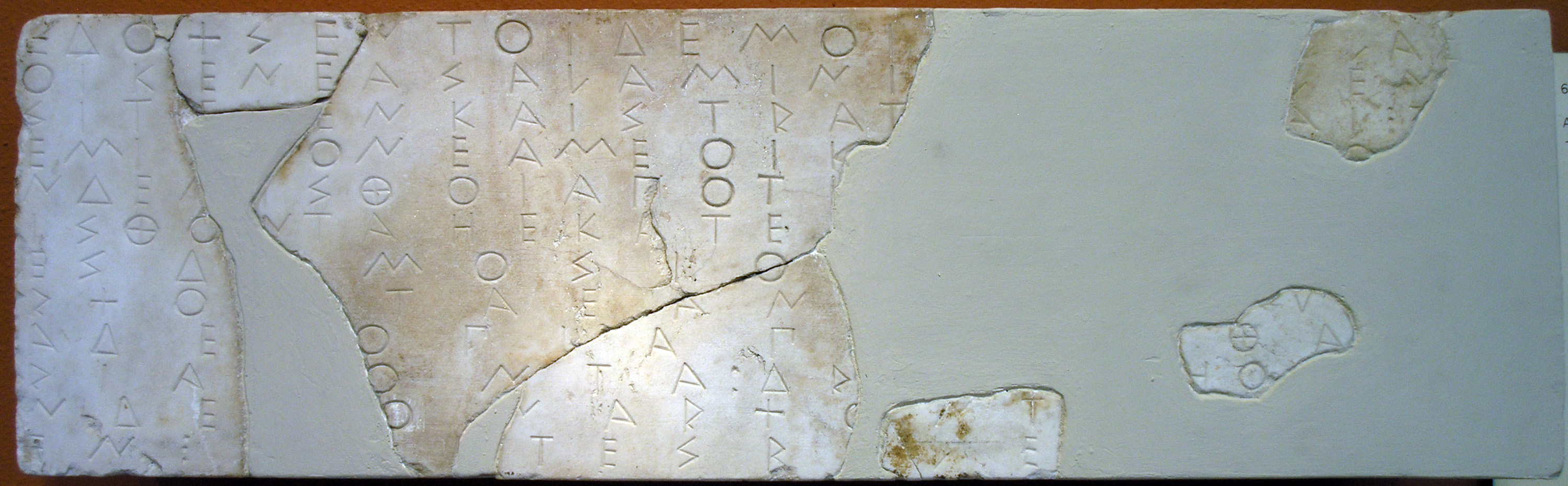
Большой афинский декрет, в котором регламентируется статус клерухии на Саламине

Карта Делосской Лиги ок. 431 года до н. э.

## Клерухия классического периода
В классический период клерухия представляла собой особый вид греческой колонии-апойкии. После того как Афины захватили Саламин у Мегар, приблизительно в 570—560 годах до н. э. туда была выслана древнейшая клерухия. Сохранившийся отрывок изданного по этому поводу декрета определяет правовое положение клерухов. Они должны были платить подати и отбывать воинскую повинность, но обязывались жить на Саламине и не отдавать в аренду участков под угрозой штрафа. Ежегодно афиняне посылали на Саламин особого архонта.
С того времени стало обычным селить афинских граждан в районе завоёванных городов. Земли для основания клерухий приобретались, главным образом, путём завоеваний, покорённые жители или изгонялись (например, жители Гестиеи на Эвбее), или обязывались уступать Афинам некоторую её часть. Иногда афиняне приобретали земли у союзников мирным путём, например, взамен сбавки некоторой суммы дани.
В V веке до н. э. главной целью высылки клерухов стало закрепление афинского господства над союзниками, клерухи должны были контролировать и охранять новую территорию. Эта колонизация была таким образом важным средством афинской экспансии. В отличие от обычных колоний-апойкий поселенцы таких колоний оставались политически полностью зависимы от Афин и сохраняли афинские гражданские права; их распределение по филам и демам соответствовало афинскому порядку управления. Главным ответственным должностным лицом в клерухии был эпимелет (ἐπιμελητής или ἐπίσκοπος). Клерухии формировали собственные войска под афинским верховным командованием. Для самого низкого слоя афинского общества — безземельных фетов — распределение клеров в клерухиях как шанс поправить своё экономическое и социальное положение было весьма привлекательным. Кроме того, выведение афинских граждан в клерухии снижало напряжённую демографическую ситуацию в Афинах. При распределении участков обычно исходили из того, чтобы доход с каждого был не менее 200 драхм — минимального ценза зевгитов.
До и особенно во время Пелопоннесской войны Афины основали бесчисленные клерухии по всему Средиземноморью. В этот период в клерухиях жило свыше 10 тысяч афинских граждан. Однако после поражения в этой войне в 404 году до н. э. афинские клерухии были полностью утрачены. После «Царского мира» 387 года до н. э. и образования Второго морского союза Афинам удалось вновь овладеть частью своих бывших клерухий.

## Клерухия эпохи эллинизма
В эллинистический период клерухиями называли чисто военные поселения. Они были предназначены для закрепления наёмников путём раздачи им участков из царских, храмовых или частных земель. Этот способ вознаграждения был традиционным для Египта эпохи фараонов, и он был сохранён и при Птолемеях под греческим названием.